# Hedaya Malak
Hedaya Ahmad Malak Wahba (in arabo هداية احمد ملاك وهبه‎?; Il Cairo, 21 aprile 1993) è una taekwondoka egiziana.

## Palmarès
- Giochi olimpici

Rio de Janeiro 2016: bronzo nei 57 kg.
Tokyo 2020: bronzo nei 67 kg.
- Giochi panafricani

Maputo 2011: oro nei 57 kg.
Brazzaville 2015: argento nei 57 kg.
- Giochi del Mediterraneo

Mersin 2013: bronzo nei 67 kg.
- Campionati africani+

Tunisi 2014: argento nei 57 kg.
Port Said 2016: oro nei 57 kg.